# Biệt đội đánh thuê
Biệt đội đánh thuê (tựa tiếng Anh: The Expendables) là một bộ phim hành động / tâm lý năm 2010 của Mỹ do Sylvester Stallone làm đạo diễn, biên kịch và thủ vai chính. Ngoài ra phim còn có sự tham gia của các siêu sao hành động nổi tiếng khác như Jason Statham, Lý Liên Kiệt, Dolph Lundgren, Randy Couture, Terry Crews, Eric Roberts, Steve Austin và Gary Daniels.
Phần tiếp theo của phim có tựa đề The Expendables 2 và The Expendables 3.

## Nội dung
Nhóm Expendables là một nhóm lính đánh thuê chuyên nghiệp, những thành viên trong nhóm này đều có kỹ năng riêng, họ luôn làm tốt nhiệm vụ được giao. Tên từng người trong nhóm này là: Barney Ross, Lee Christmas, Yin Yang, Gunner Jensen, Hale Caesar và Toll Road. Vào cảnh đầu phim, nhóm Expendables lên con tàu hải tặc Somalia để giải cứu con tin, lúc tiêu diệt xong bọn hải tặc thì Gunner Jensen đòi treo cổ tên hải tặc còn sống sót. Biết cả nhóm không thể ngăn Jensen nên Yin Yang lao vào đánh Jensen, Jensen tức giận định đâm Yang nhưng trưởng nhóm Barney Ross cản lại. Nhóm Expendables về Mỹ, Barney miễn cưỡng tách Jensen ra khỏi nhóm vì anh ta không nghe lời Barney.
Barney vào nhà thờ gặp ông Đặc vụ CIA biệt danh Church nhận hợp đồng, Church bảo Barney rằng Tướng quân Garza trên hòn đảo Vilena ở Vịnh Mexico đang gây khó khăn cho các Đặc vụ cấp dưới của ông ta, Church muốn nhóm của Barney đi khử Tướng quân Garza. Barney và Lee Christmas lấy máy bay bay đến Vilena do thám tình hình trước, họ được cô gái gián điệp Sandra cung cấp đầy đủ thông tin về quân sự, thực ra Sandra chính là con gái Tướng quân Garza. Do có rắc rối xảy ra nên Barney và Lee giết hết đội lính nhỏ của Garza rồi bỏ chạy, họ bị nhiều binh lính khác đuổi theo. Ra đến bến tàu, Sandra từ chối không chịu trốn theo Barney và Lee, cô ta lên xe chạy đi. Barney và Lee lên máy bay về Mỹ, trước khi bay đi họ dùng súng máy trên máy bay nã đạn vào bọn lính Vilena bên dưới.
Nhóm Expendables xem lại hình ảnh chụp từ Vilena, họ biết được mục tiêu chính của nhiệm vụ là tên người Mỹ độc ác James Munroe, những vấn đề quân sự trên đảo đều do hắn thay thế Garza kiểm soát. Ở Vilena, Munroe cho lính bắt giữ Sandra để thẩm vấn cô về Barney và Lee, mặc dù bị tra tấn nhưng Sandra vẫn không nói gì. Gunner Jensen đến Vilena, anh ta chỉ chỗ ở của nhóm Expendables cho Munroe, Jensen làm thế vì giận Barney tách mình ra khỏi nhóm. Jensen dẫn một số sát thủ của Munroe đi theo qua Mỹ tìm nhóm Expendables, Barney và Yang kết hợp giết hết đám sát thủ này sau một cuộc rượt đuổi bằng ôtô. Jensen đánh nhau với Yang lần nữa, Barney bắn Jensen bị thương đúng lúc anh ta sắp ném Yang vào cọc nhọn. Bỏ mặc Jensen, cả nhóm Expendables lên máy bay đến Vilena.
James Munroe và Tướng quân Garza tập hợp quân đội sẵn sàng đánh nhóm Expendables, bỗng dưng Munroe phản bội Garza, hắn bắn chết Garza rồi bắt Sandra làm con tin. Với những chiến thuật tài tình, nhóm Expendables tiêu diệt sạch quân đội Vilena, họ còn đánh bại được hai tên vệ sĩ Dan Paine và The Brit thân cận nhất của Munroe. Munroe bị Barney giết nhanh chóng, Barney cứu được Sandra. Nhiệm vụ hoàn tất, nhóm Expendables trở về Mỹ, buổi tối hôm đó họ trổ tài phóng dao với nhau, Barney chấp nhận tha lỗi cho Jensen.

## Diễn viên
- Sylvester Stallone vai Barney Ross
- Jason Statham vai Lee Christmas
- Lý Liên Kiệt vai Yin Yang
- Dolph Lundgren vai Gunner Jensen
- Terry Crews vai Hale Caesar
- Randy Couture vai Toll Road
- Eric Roberts vai James Munroe
- Steve Austin vai Dan Paine
- Gary Daniels vai Lawrence "The Brit" Sparks
- David Zayas vai Tướng quân Garza
- Giselle Itié vai Sandra Garza
- Mickey Rourke vai Tool
- Bruce Willis vai Church
- Arnold Schwarzenegger vai Trench Mauser
- Charisma Carpenter vai Lacy
- Lauren Jones vai Cheyenne
- Amin Joseph vai Thủ lĩnh hải tặc